# Ronzo-Chienis
Ronzo-Chienis és un municipi italià situat a la Val di Gresta, a la Província de Trento.
Tot i que no s'han conservat restes arqueològiques dels antics pobladors de la zona, aquests dos nuclis de població apareixen documentats per primera vegada en documents parroquials del segle XIII. Al llarg de la història Ronzo i Chienis van passar per diversos períodes d'unió i independència, així com per diverses situacions administratives, fins a acabar formant un sol municipi a partir de l'any 1971, juntament amb els llogarets de Varano, Manzano, Nomesino, Pannone i Mori.
Les principals activitats econòmiques del municipi són l'agricultura ecològica i el turisme esportiu i de natura.